# Lampanah
Lampanah is een bestuurslaag in het regentschap Aceh Besar van de provincie Atjeh, Indonesië. Lampanah telt 226 inwoners (volkstelling 2010).